# Antipodocottus elegans
Antipodocottus elegans is een straalvinnige vissensoort uit de familie van donderpadden (Cottidae). De wetenschappelijke naam van de soort is voor het eerst geldig gepubliceerd in 1984 door Fricke & Brunken.